# والک ستاره‌ای
والک ستاره‌ای (نام علمی: Allium cristophii) با نام مترادف علمی Allium albopilosum نام یکی از گونه‌های سردهٔ والک است. بلندی گیاه به ۱۰ تا ۶۰ سانتیمتر می‌رسد. وجود موهای دراز و معمولاً برگشته در روی برگ‌های تا ۴ سانتیمتر عرض آن یکی از نشانه‌های ویژهٔ این گونه است. گل‌های ستاره‌ای آن ۵ تا ۱۸ میلی‌متر طول داشته و قطعات گلپوش آنها باریک و نوک تیز است. میله‌های پرچم این گونه در قاعده پهن و سپس بطور ناگهانی باریک و نخی شکل می‌گردند. بخش‌های مرکزی رشته‌کوه البرز (دره هزار) تا شمال خراسان از ارتفاع ۹۰۰ تا ۲۲۵۰ متر یافت می‌شود. زمان گلدهی در اردیبهشت است.